# 가지쓰카 류지
가지쓰카 류지(梶塚 隆二, 1888년 ~ 1976년 5월 3일)는 일본의 육군 군의관이다. 최종 계급은 중장.
1914년 도쿄대학 의학부를 졸업했다. 1939년 관동군군의부장이었고 1940년 육군군의중장이 됐다. 1949년 하바롭스크 전범 재판에서 25년 강제노동형을 선고받았다. 1956년 귀국했다.